# California Bureau of Investigation
Das California Bureau of Investigation (CBI oder BI) ist die oberste Strafverfolgungsbehörde des amerikanischen Bundesstaates Kalifornien. Sie ist Teil der kalifornischen Division of Law Enforcement, ist damit dem California Department of Justice unterstellt und wird vom Büro des Attorney General des Bundesstaates verwaltet. Sie bietet spezialisierte Ermittlungshilfe für lokale, staatliche, und föderale Behörden bei bedeutenden strafrechtlichen Untersuchungen im gesamten Bundesstaat.

## Funktion
Das CBI kann nach Ermessen des Attorney General beauftragt werden, Ermittlungen auf öffentlichem Land bei Vorfällen außerhalb lokaler Zuständigkeiten durchführen oder auf Anfrage lokaler Behörden tätig werden (z. B. in Gebieten, die zu klein sind, um eigene Ermittler zu haben, oder bei der Koordination von Großverbrechen über mehrere Zuständigkeitsbereiche hinweg).

### Programme
- Anti-Terrorism Program: Zusammenarbeit mit Behörden zur Erkennung, Verfolgung und Prävention von terroristischen Aktivitäten.
- California Police Shooting Investigation Team (CaPSIT): Untersuchung von Fällen, bei denen unbewaffnete Zivilisten durch Polizeischüsse getötet wurden.
- Clandestine Laboratory Coordination Program (Clan Labs): Bekämpfung von Methamphetamin- und Pharmadrogenkriminalität durch nationale Strategien und Schulungen.
- Controlled Chemical Substance Program (CCSP): Überwachung von Chemikalien und Laborgeräten, die zur Herstellung illegaler Drogen genutzt werden können.
- Eradication and Prevention of Illicit Cannabis (EPIC): Untersuchung und Verfolgung illegaler Cannabis-Anbauaktivitäten mit Fokus auf Umwelt- und Arbeitsausbeutung.
- Fentanyl Enforcement Program (FEP): Ermittlungen zu großen Fentanyl-Handelsnetzwerken in Kalifornien.
- Foreign Prosecutions and Law Enforcement Unit (FPLEU): Unterstützung bei der Verfolgung von Straftätern, die nach Mexiko fliehen, um einer Strafverfolgung in Kalifornien zu entgehen.
- Human Trafficking / Sexual Predator Apprehension Team (HT/SPAT): Bekämpfung von Menschenhandel und sexueller Ausbeutung.
- Law Enforcement Intelligence Unit (LEIU): Förderung von Leadership und Professionalität in der Kriminalaufklärung bei gleichzeitiger Wahrung der öffentlichen Sicherheit und verfassungsmäßiger Rechte.
- Los Angeles Regional Criminal Information Clearinghouse (LA CLEAR): Unterstützung bei Ermittlungen durch Analyse, taktische Fallunterstützung und Sicherheitsmanagement.
- Organized Retail Criminal Enterprises Program (ORCE): Bekämpfung von organisiertem Einzelhandelsdiebstahl.
- Recycle Fraud Program: Aufdeckung und Verfolgung von Betrug im Zusammenhang mit dem Kalifornischen Pfandsystem (CRV).
- San Diego Human Trafficking Task Force (HTTF): Bekämpfung von Menschenhandel und Kinderexploitation durch Zusammenarbeit und Ressourcenbündelung.
- Special Investigations Team (SIT): Unterstützung der Generalstaatsanwaltschaft bei speziellen strafrechtlichen Ermittlungen.
- Special Operations Unit (SOU): Bekämpfung von Drogenhandel, Gewaltkriminellen und Bandenkriminalität innerhalb Kaliforniens.
- Task Force Program: Partnerschaften mit Behörden zur Bekämpfung von Drogenhandel, schweren Verbrechen und Menschenhandel.
- Tax Recovery in the Underground Economy (TRUE): Bekämpfung illegaler Geschäftspraktiken zur Rückgewinnung von Steuereinnahmen.
- Western States Information Network (WSIN): Teil eines nationalen Informationsaustauschnetzwerks zum Schutz der öffentlichen Sicherheit.

- White Collar Investigation Teams (WCIT): Untersuchung von Wirtschaftskriminalität wie Korruption, Geldwäsche, Betrug und Verstößen gegen Wahlgesetze.[2]